# Shirley M. Tilghman
Shirley Marie Tilghman, nascuda el 17 setembre del 1946) és una investigadora canadenca en biologia molecular. Actualment és professora de biologia molecular i presidenta emèrita de la Universitat de Princeton. El 2002, la revista Discover la va reconèixer com una de les 50 dones científiques més importants.
Tilghman va ser la 19ena presidenta de la Universitat de Princeton; essent la primera dona en ocupar aquesta posició i la segona presidenta femenina de la Ivy League. Tilghman va ser també la primera biòloga en presidir la Universitat de Princeton. És la cinquena presidenta estrangera i la segona acadèmica nascuda a Canadà en ser escollida per aquesta posició.
Líder en el camp de la biologia molecular, Tilghman va ser membre de la facultat de Princeton durant quinze anys abans de ser nomenada presidenta. Ha tornat a la facultat de Princeton com a professora de biologia molecular. Ha retornat al Lewis-Sigler Institute of Integrative Genomics com a membre del professorat; tot i que actualment no està compromesa dins de la recerca, Tilghman aconsella activament a universitaris en la seva recerca, incloent tesis per sèniors.
Tilghman també segueix tenint posicions de lideratge a la comunitat científica global. Al 2015 va ser la presidenta de l'American Society for Cell Biology.

## Infància i família
Tilghman va néixer a Toronto, Ontario, Canadà. De nena, el seu pare va potenciar el seu interès en matemàtiques. Es va graduar al Kelvin Institut a Winnipeg, Manitoba i va rebre els seus honors B.Sc. en química de Queen's University a Kingston, al 1968. Va ser mestra d'institut a Sierra Leone, al programa dels Serveis Universitaris canadencs a l'estranger (CUSO).
Tilghman va obtenir el seu doctorat en bioquímica a la Temple University de Filadèlfia, Pennsilvània, sota la direcció de Richard W. Hanson. Tilghman va ser la primera estudiant de postgrau de Hanson. La seva tesi va ser titulada "La Regulació Hormonal de la Fosfoenolpiruvat Carboxicinasa."

## Vida personal
Es va casar amb Joseph Tilghman el 1970. Aquest matrimoni va acabar el 1983, deixant Shirley Tilghman amb la custòdia de la seva filla jove (Rebecca) i el seu fill (Alex). Atribueix el seu reeixit equilibri d'una carrera científica i de la cura familiar a l'organització. El seu objectiu era no sentir-se culpable mentre estava a la feina o a casa, en comptes d'això es concentrava amb la tasca que feia a cada moment.

## Recerca
El treball de Tilghman en genètica molecular es va centrar en el control de la regulació dels gens durant el desenvolupament, particularment en el camp de la impressió genètica.
Durant els estudis postdoctorals al National Institutes of Health, Tilghman va fer un número de descobertes important, amb un membre de l'equip va clonar el primer gen de mamífer. Va continuar per demostrar que el gen de la globina estava empalmat, un descobriment que va ajudar a confirmar alguna de les teories revolucionàries que emergien sobre el comportament dels gens. Tilghman va continuar fent avenços científics com a professora associada adjunta de Genètica Humana a la University of Pennsylvania i com a investigadora independent del Institute for Cancer Research a Filadèlfia.
Tilghman va anar a la Universitat de Princeton, al 1986, per fer de professora de Ciències de la Vida. Dos anys més tard, també es va unir al Howard Hughes Medical Institute com a investigadora. Va ser una líder en l'ús de ratolins per entendre el comportament de gens, investigant l'efecte de la inserció gènica en cèl·lules embrionàries. 
El 1998, va adquirir responsabilitats addicionals com a directora fundadora del pluridisciplinar Lewis-Sigler Institute for Integrative Genomics de Princeton, mentre continuava estudiant com s'empaquetaven els genomes de mascles i femelles i les conseqüències de les diferències en regular el creixement de l'embrió.
Els articles de recerca de Tilghman estan catalogats al PubMed, pàgina web del govern dels Estats Units Biblioteca Nacional de Medicina, la divisió de NLM dels Instituts Nacionals de Salut.

## Presidenta de la Universitat de Princeton
Tilghman va succeir Harold Tafler Shapiro i al 2001 va esdevenir la 19ena presidenta de la Universitat de Princeton. Va ser escollida la primera dona presidenta el 5 de maig de 2001, i va assumir el càrrec el 15 de juny de 2001. Durant la seva presidència, la universitat va construir un sisè Col·legi major, que portava el nom en honor de l'alumna Meg Whitman, per acomodar una expansió del 11% del cos d'estudiants universitaris (un augment d'uns 500 estudiants). Al 2012, Tilghman va anunciar que finalitzaria la seva presidència el juny de 2013. Va ser succeïda per l'aleshores rector Christopher L. Eisgruber.

### Funcions externes
Mentre exercia de presidenta de la Universitat de Princeton, Tilghman va acceptar afiliar-se a la junta directiva de Google; va ser-ho des de l'octubre del 2005 fins al febrer de 2018.

## Premis i guardons

### Afiliacions
Tilghman ha estat escollida a les següents organitzacions:
- Membre de la Societat Filosòfica Americana (2000),[18]
- Associada estrangera de la National Academy of Sciences, amb l'àmbit principal de Biologia Cel·lular i del Desenvolupament i amb l'àmbit secundari de Genètica.[19][20]
- Membre del Institute of Medicine
- Escollida Fellow of the Royal Society (1995)[21]
- Membre fundacional de la International Mammalian Genome Society.[22]
- Membre honorari de l'Institute of Electrical and Electronics Engineers (IEEE) (2014)[23]

### Premis
Al llarg de la seva carrera, Tilghman ha guanyat els següents premis:
- - American Society for Cell Biology (ASCB) Premi a les Dones en Biologia Cel·lular (2000)[24]
  - L'Oréal-UNESCO Awards for Women in Science (2002)[25]
  - Premi als assoliments de tota una carrera per la Society for Developmental Biology (2003)[26]
  - Medalla Memorial Sloan-Kettering Medal per les contribucions excepcionals en recerca Biomèdica (2005)[27]
  - Medalla de la Genetics Society of America (2007)[28][29]
  - Premi American Dream pels Immigrants amb èxit als EUA Successful Immigrants to the U.S.A. (2007)[30]
  - Henry G. Friesen Premi Internacional en recerca de la salut (2010)[31]
  - Directora de la Order of Canada (2014)[32]
  - Guanyadora de la Benjamin Franklin Creativity en Ciència i Servei Públic, de la Creativity Foundation (2014)[33]
  - Persona de l'Any, carrera científica de la Journal of Science (2014)[34]
  - Patrusky Lecturer (2018)

## Funcions després de la presidència a Princeton
Tilghman continua com a membre de la facultat de Princeton al Departament de Biologia Molecular i del Lewis-Sigler Institute for Integrative Genomics.
Al deixar la presidència de Princeton, Tilghman va retenir el seu lloc a la Junta directiva de Google.
Tilghman continua servint al Amherst College com a síndic a Amherst Universitat. És una membre de la Junta de Brookhaven Science Associates, l'organització que dirigeix Brookhaven National Laboratory a Long Island, Nova York.

## Publicacions
- - Tilghman, Shirley, et al. (1994) The Funding of Young Investigators in the Biological and Biomedical Sciences. ISBN 0-309-05077-4
  - Tilghman, Shirley and National Research Council Committee on Dimensions, Causes, and Implications of Recent Trends in the Careers of Life Scientists (1998) Trends in the Careers of Life Scientists. Molecular Biology of the Cell Vol. 9, 3007–3015
  - Tilghman, Shirley (1999) The Sins of the Fathers and Mothers: Genomic Imprinting in Mammalian Development. Cell Volume 96, Issue 2
  - Tilghman, Shirley, et al. (2014) Rescuing US Biomedical Research from its Systemic Flaws; Proceedings of the National Academy of Sciences of America (PNAS), vol. 111, no. 16[39]